# Carlia rubrigularis
Carlia rubrigularis är en ödleart som beskrevs av  Ingram och COVACEVICH 1989. Carlia rubrigularis ingår i släktet Carlia och familjen skinkar. IUCN kategoriserar arten globalt som livskraftig. Inga underarter finns listade.